# Caccia all'unicorno

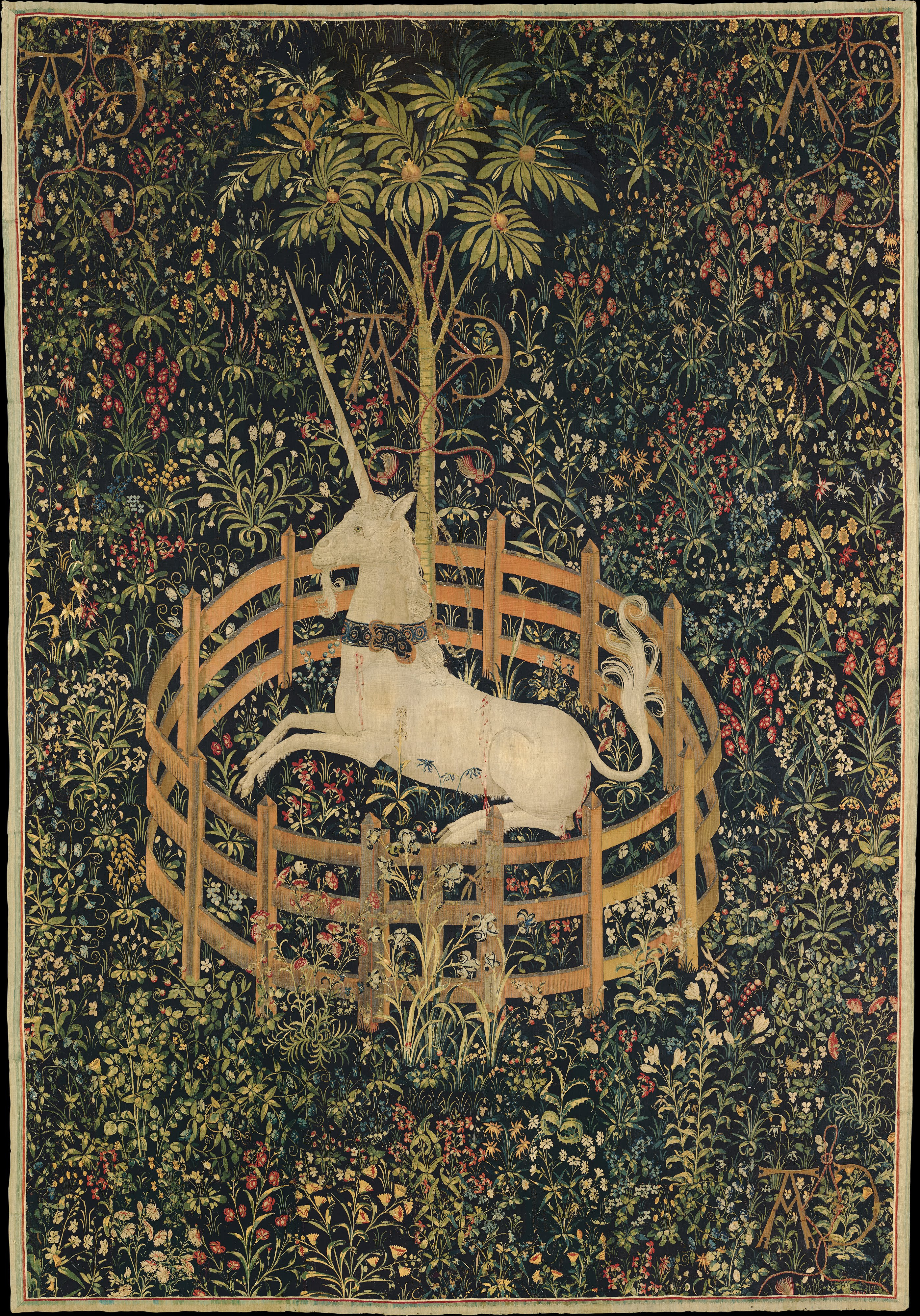
L'unicorno in cattività

La caccia all'unicorno è il titolo convenzionale attribuito a un ciclo di arazzi realizzati tra il 1495 e il 1505. I sette pannelli che compongono l'insieme mostrano un gruppo di nobili che danno la caccia con i cani a un unicorno e, infine, lo catturano.
Come molte opere del medioevo, le sue origini si perdono nella leggenda: il manufatto non porta una firma, né marchio dell'arazzeria che lo ha intessuto, né nomi di artista o di tessitori, né si conosce la destinazione e l'uso originale.

## Storia
Gli arazzi appartennero per secoli alla famiglia francese La Rochefoucauld. Nel 1922 John Davison Rockefeller jr li acquistò e nel 1937 li donò al Metropolitan Museum of Art in New York. Esposti nel The Cloisters, che ospita la collezione medievale del museo, nel 1998 furono ripuliti e restaurati. Con la rimozione della tela di lino che rivestiva la parte posteriore si scoprì che i colori del retro, non intaccati dalla luce, erano molto più brillanti di quelli del fronte, peraltro ancora abbastanza vividi.

## Descrizione
Si tratta di una composizione contraddistinta dall'uso dello stile millefleur. A differenza de La dama e l'unicorno, che rappresenta la scena del giardino, La caccia all'unicorno illustra, attraverso delle scene di caccia, una tematica puramente aristocratica.

I sei arazzi completi e i due frammenti sopravvissuti.
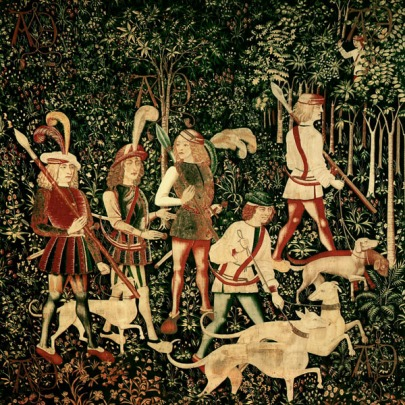
I cacciatori entrano nel bosco.
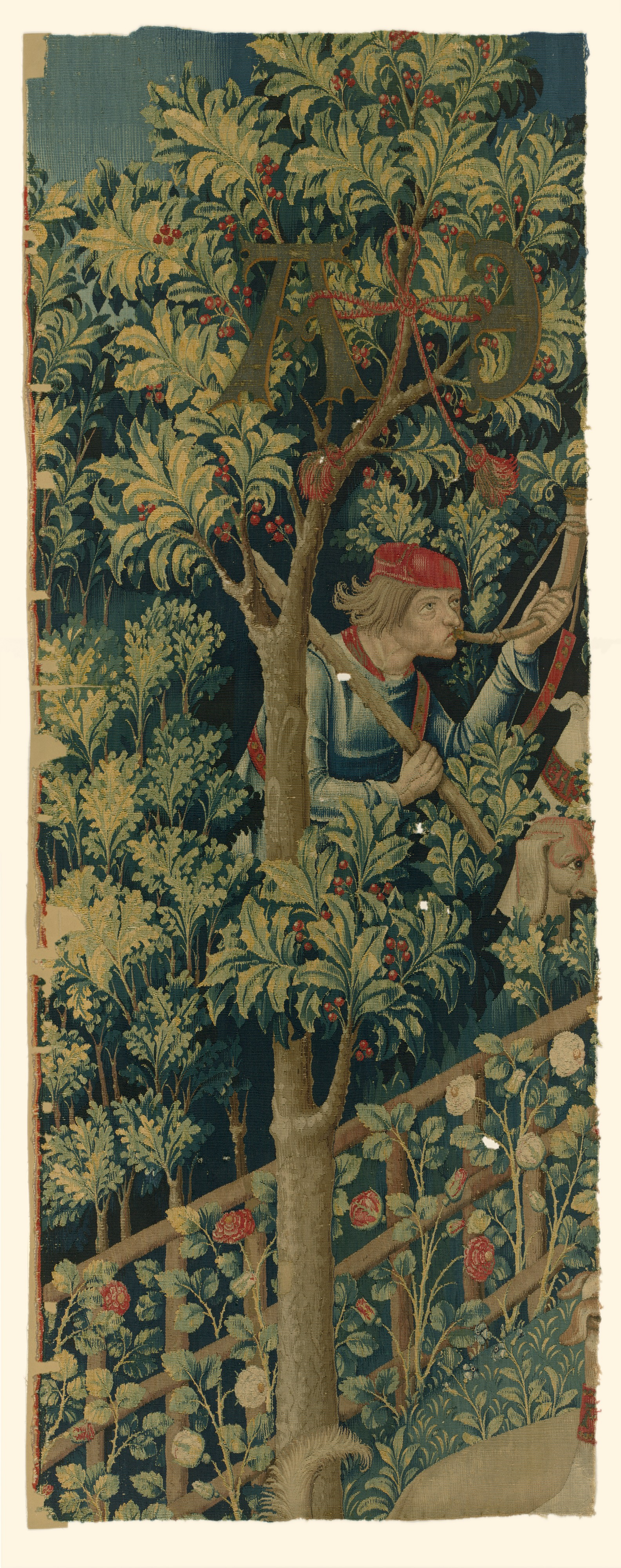
Le trappola mistica dell'unicorno.
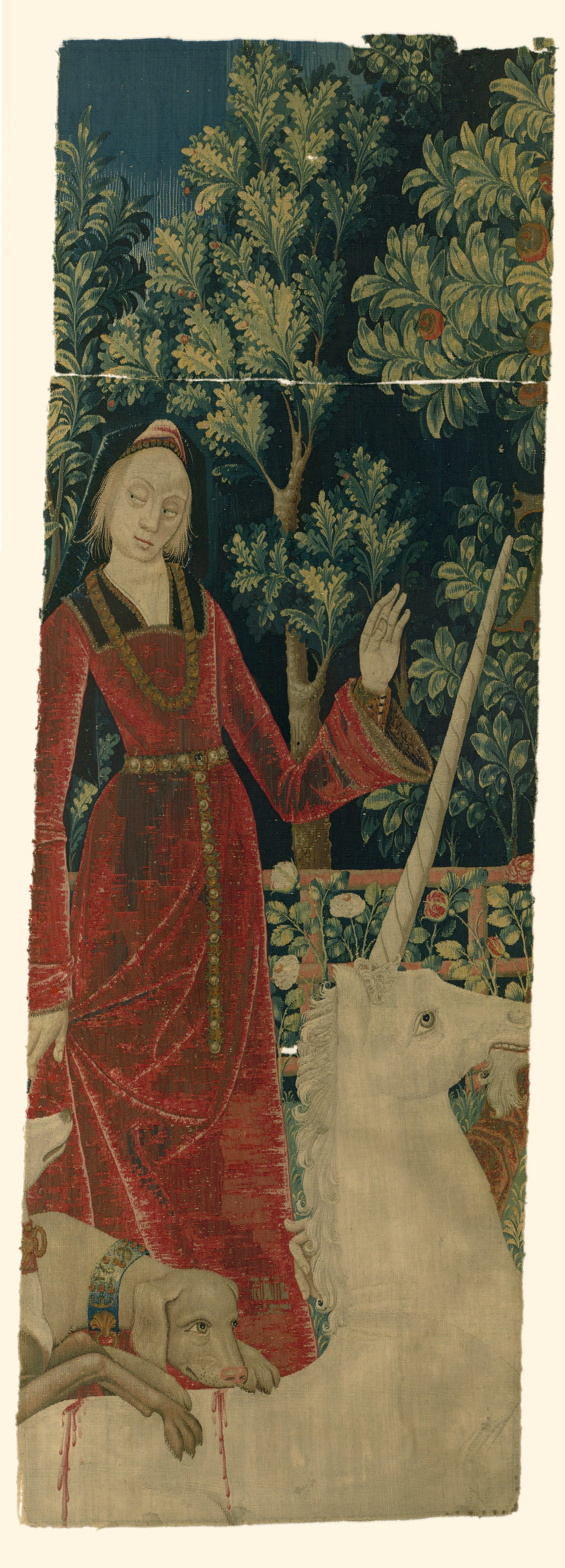
Le trappola mistica dell'unicorno.
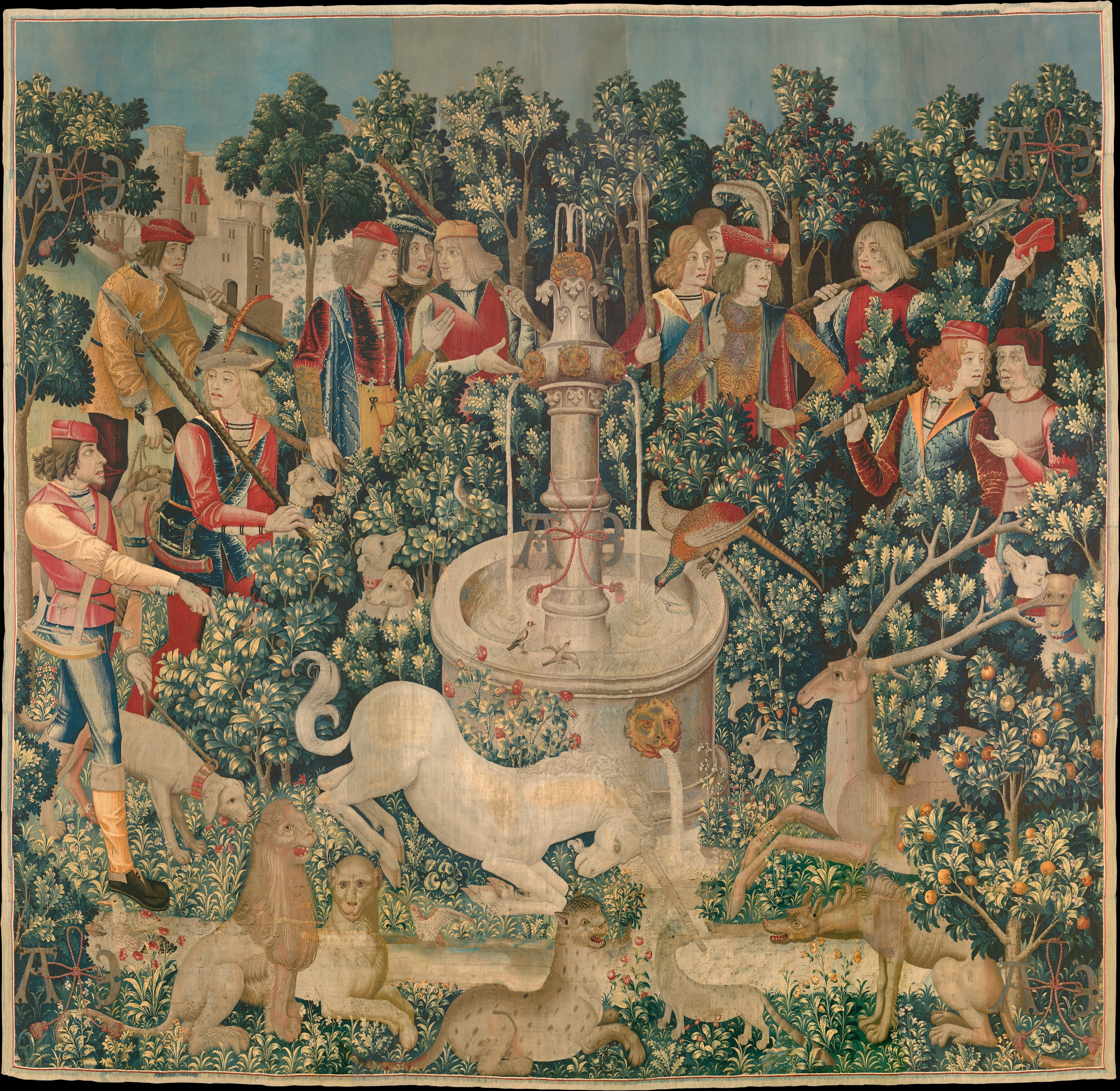
L'unicorno viene scoperto.
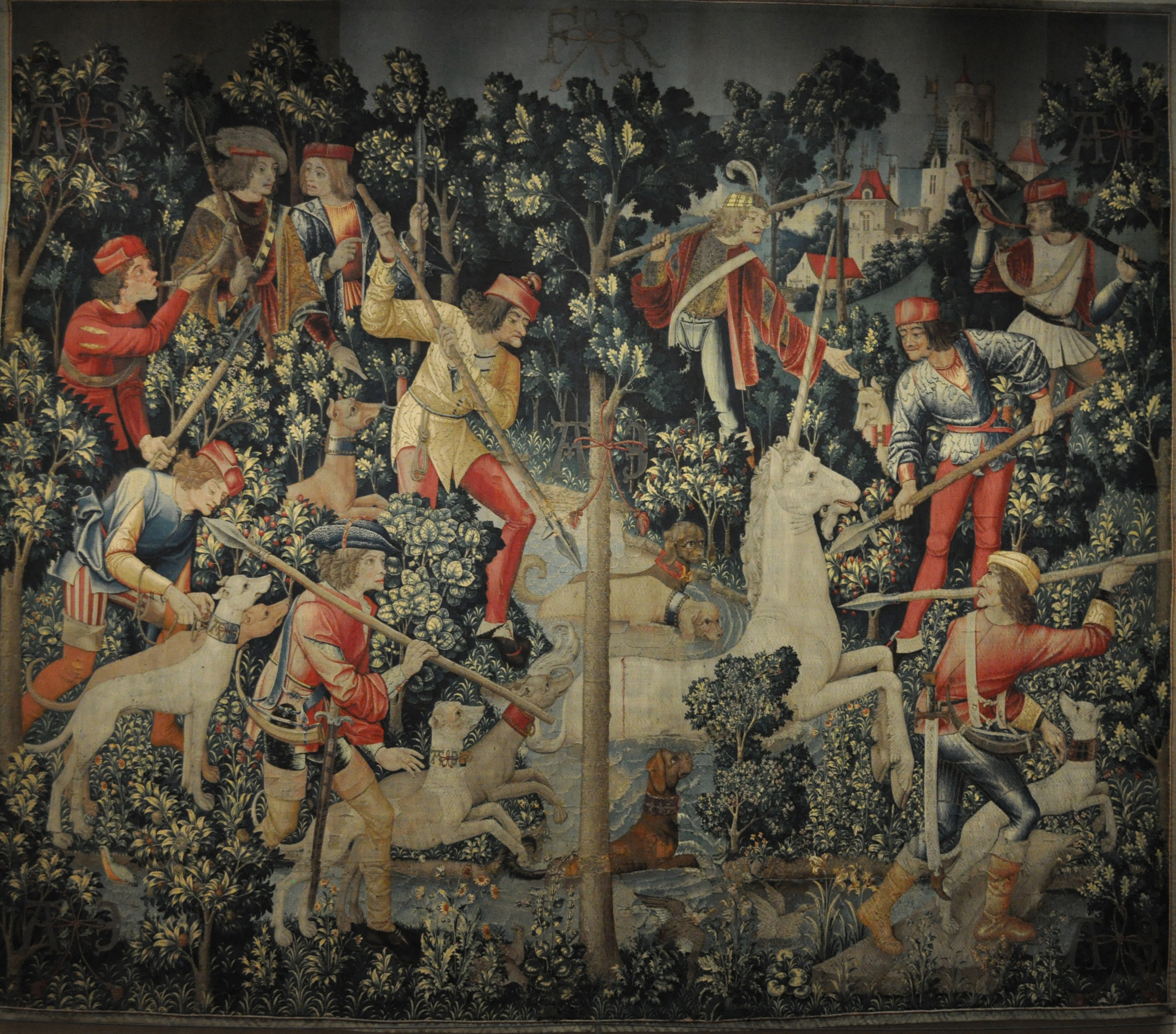
L'unicorno viene assalito.
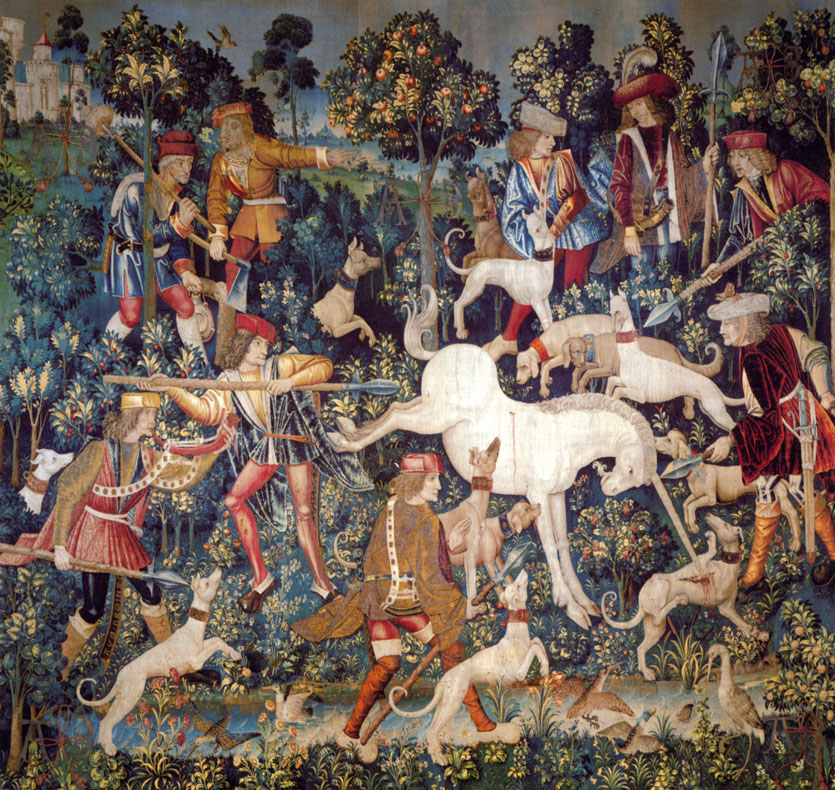
L'unicorno si difende.
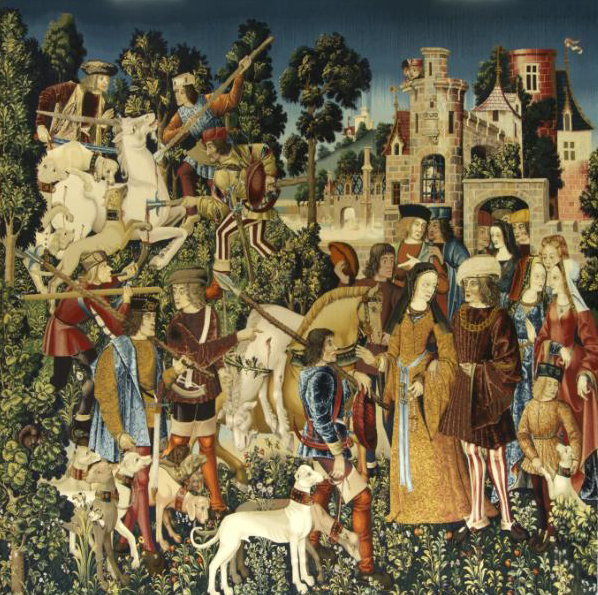
L'unicorno è catturato e condotto al castello.
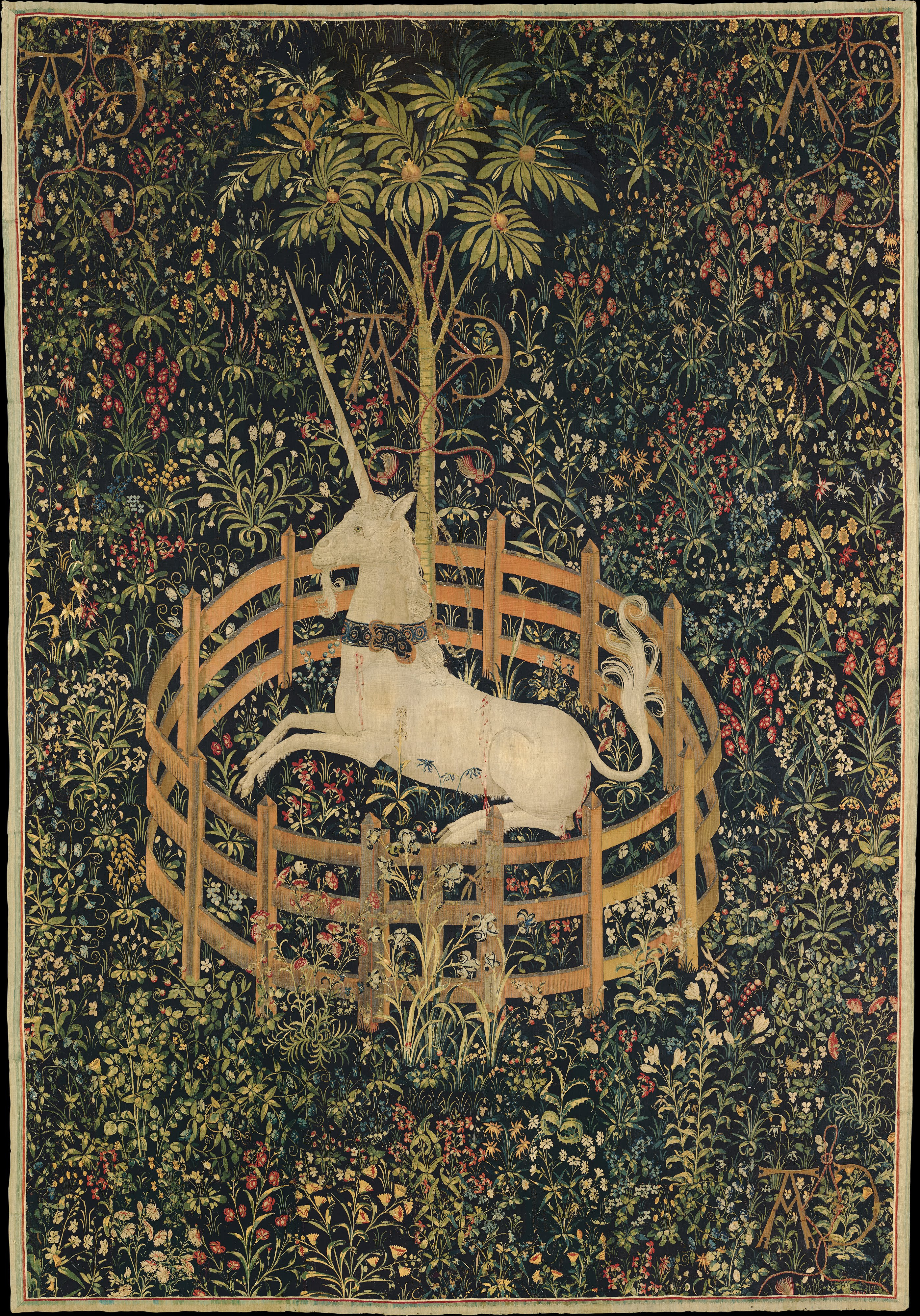
L'unicorno è curato e tenuto in cattività.